# Río Icuna
Rio Icuna ist ein linker Zufluss des Río Chimoré, der seinerseits in den Río Ichilo mündet, welcher über den Río Mamoré und den Rio Madeira dem Amazonas zufließt. Der Fluss liegt am Südrand der Serranía del Imajana, einer Höhenkette in den bolivianischen Voranden  in Südamerika; er liegt in seiner gesamten Länge in dem seit 1991 unter Naturschutz gestellten Nationalpark Carrasco (Parque Nacional Carrasco).

## Verlauf
Der Rio Icuna durchfließt in seiner gesamten Länge die Provinz Carrasco im Departamento Cochabamba und mündet nach insgesamt 25 Kilometern in den Río Chimoré. Der Fluss hat seinen Ursprung am Nordrand der Siete Quebradas im Municipio Pojo und fließt auf den ersten acht Kilometern in nördlicher Richtung. Nach den ersten vier Kilometern vereinigt sich der Icuna mit dem Río Asna Mayu und tritt dann in das Municipio Totora ein.
Nach den ersten acht Kilometern schwenkt der Flusslauf dann nach Osten, passiert die Ortschaft Icuna, zentraler Ort des Kanton Icuna, und tritt nach zwanzig Kilometern wieder in das Municipio Pojo ein. Nach insgesamt fünfundzwanzig Kilometern erreicht der Fluss dann den Río Chimoré, der hier in nordwestlicher Richtung fließt.

## Nebenflüsse
Zu den größeren Zuflüssen gehören (flussabwärts):
- Río Asna Mayu (links)
- Río Catalina (links)
- Río Dolores (rechts)
- Río Aja Mayu (rechts)
- Río Guanau (links)
- Río Crista Mayu (rechts)
- Río Honda (rechts)
- Río Pajcha Mayu (links)
- Río Chaulla Mayu (links)
- Río Amarillo Icuna (rechts)